# Левитин, Леонид Исидорович
Левитин Леонид Исидорович (12 августа 1931, Минск, Белорусская ССР — 11 июля 2011, Франкфурт-на-Майне, Германия) — советский и киргизский юрист, доктор юридических наук, профессор, заслуженный деятель науки и заслуженный юрист Кыргызской Республики, специалист по теории права.

## Биография

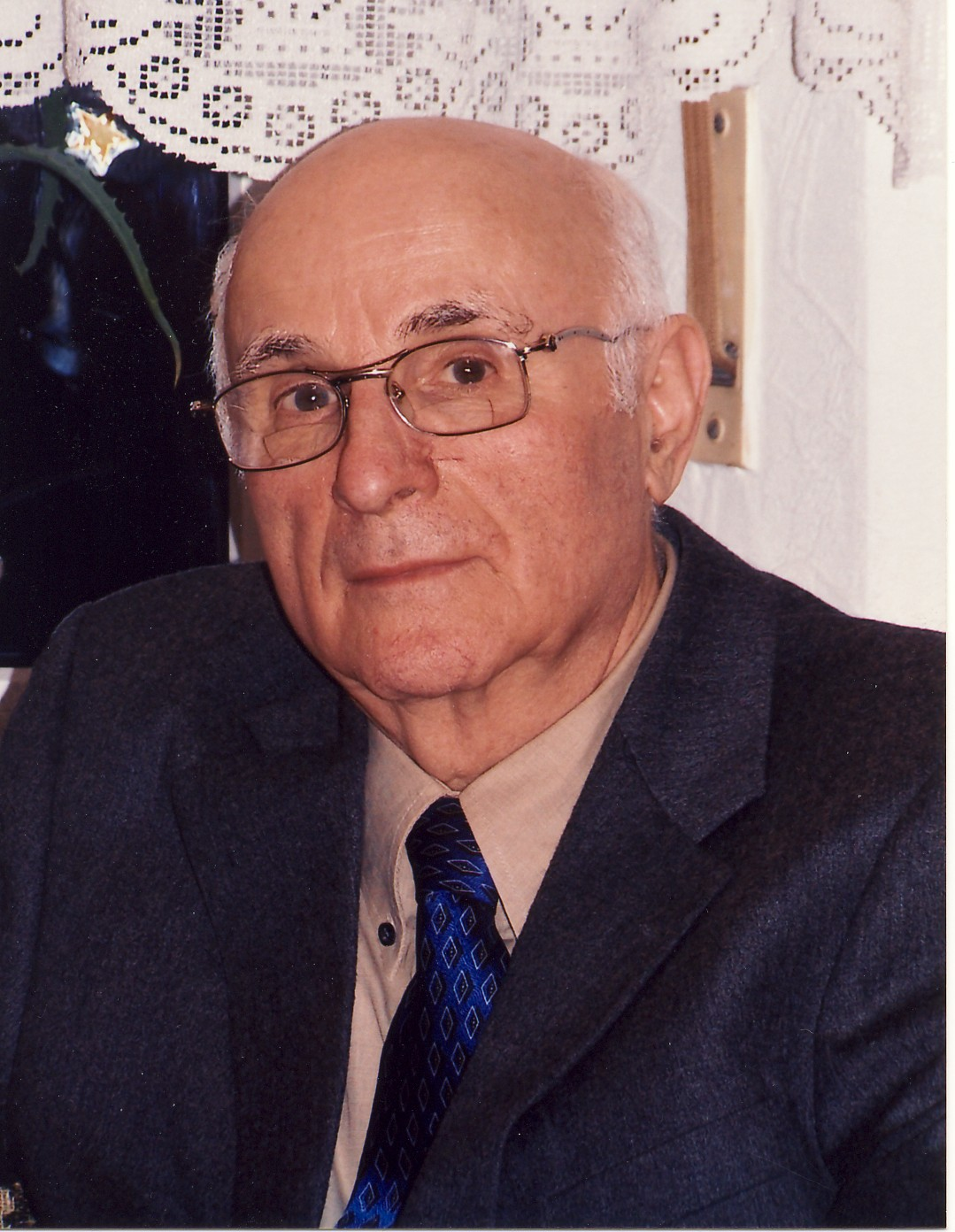
Левитин, 2008

Родился 12 августа 1931 года в городе Минске (Белоруссия) в семье врачей. В связи с началом войны был эвакуирован.

### Образование и научная деятельность
До 1952 года обучался на юридическом факультете Среднеазиатского государственного университета в Ташкенте, окончил его с отличием. 28 января 1969 года решением Совета Отделения общественных наук АН Казахской ССР присуждена учёная степень кандидата юридических наук. 28 июля 1971 года решением Высшей Аттестационной Комиссии утвержден в учёном звании доцента по кафедре «специальные юридические дисциплины». 11 декабря 1987 года решением Высшей Аттестационной Комиссии при Совете Министров СССР присуждена учёная степень доктора юридических наук. 16 февраля 1989 года решением Государственного Комитета СССР по народному образованию присвоено учёное звание профессора по кафедре гражданского права и процесса.

### Преподавательская деятельность
С 1952 года Левитин работал в органах адвокатуры и прокуратуры Киргизской ССР, в 1962 году перешёл на работу в Киргизский государственный университет в городе Фрунзе преподавателем, затем старшим преподавателем, профессором кафедры, заведующим кафедрой (с 1972 года).
В 1989 году Левитин принят на должность заведующего кафедрой права и психологии Межотраслевого института повышения квалификации руководящих работников и специалистов народного хозяйства при совете Министров Киргизской ССР.
В 1992 году Указом Президента Кыргызской Республики Левитин назначен проректором по науке в Бишкекскую международную школу менеджмента и бизнеса.
Левитин большую часть своей сознательной жизни посвятил Кыргызстану, где долгие годы плодотворно занимался делом подготовки высококвалифицированных юридических кадров. Среди его выпускников:
- Капичников Иван Васильевич, Председатель Домодедовского городского суда, заслуженный юрист России, судья высшего класса, член Совета судей РФ;
- Осмонов Курманбек Эргешович — Государственный советник юстиции 2 класса, «Заслуженный юрист КР», Судья Конституционного суда Кыргызской Республики, депутат Законодательного собрания Жогорку Кенеш Кыргызской Республики, Первый вице-премьер-министр Кыргызской Республики, Председатель Верховного суда Кыргызской Республики, Посол по особым поручениям — советник министра иностранных дел Кыргызской Республики, Депутат Жогорку Кенеша Кыргызской Республики V созыва, кандидат в президенты на выборах 2011 года;
- Нарымбаев Данияр Ильич, судья высшего класса, Председатель Высшего Арбитражного суда. Министр юстиции Кыргызской Республики, полномочный представитель Президента Кыргызской Республики в Жогорку Кенеше, председатель Правления Ассоциации юристов Кыргызстана, член Национального Совета по реализации Комплексной основы развития Кыргызской Республики, постоянный представитель Правительства Кыргызской Республики в Жогорку Кенеше Кыргызской Республики — в ранге заместителя руководителя Аппарата Правительства, эксперт проекта ОБСЕ в Кыргызской Республике.

### Советник первого президента Кыргызстана

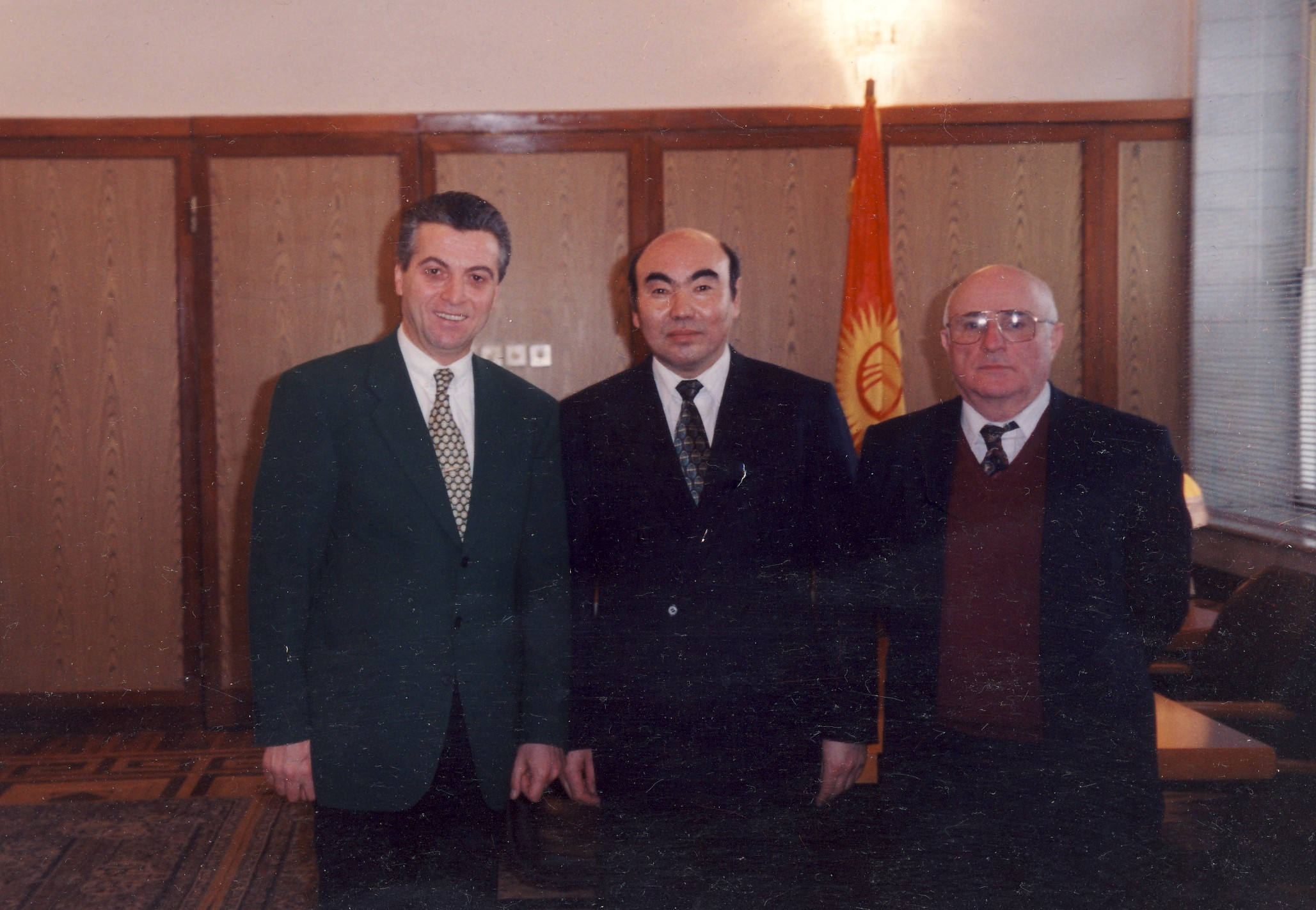
Президент Киргизии Аскар Акаев (в центре), профессор Леонид Левитин (справа)

1990—1994, после приобретения Кыргызстаном государственной независимости, Левитин работал в качестве начальника экспертно-юридического Управления Аппарата Президента, советника Президента Республики Кыргызстан по вопросам правовой политики, государственного советника Президента Кыргызской Республики Аскара Акаева по правовым вопросам, был одним из его ближайших сотрудников и соратником.
Левитину поручались дела, связанные с организацией визитов Президента Кыргызской Республики А. Акаева в США, Канаду, ФРГ, Францию, Швейцарию, Японию, Турцию, Израиль. Он был советником в переговорах А. Акаева с Президентом США Дж. Бушем, Госсекретарем США Дж. Бейкером, Федеральным канцлером ФРГ Х. Коллем, Федеральным канцлером Австрии Ф. Браницким, Президентом Швейцарии Г. Фельбером, Президентом Финляндии М. Койвистом, Премьер-министром Израиля И. Раббином.
Левитин участвовал в официальных делегациях Кыргызской Республики на большинстве заседаний глав государств СНГ и Хельсинкского саммита 1992 года СБСЕ.
На волне кризисных явлений в СССР, кульминацией которых стало поражение ГКЧП, Верховный Совет Кыргызстана провозгласил 31 августа 1991 независимость республики (декларации о государственной независимости). Спустя два года, 5 мая 1993 года, была принята первая Конституция Кыргызской Республики, которая закрепляла президентскую форму правления.
Над её проектом работали кыргызские конституционалисты во главе с доктором юриспруденции, теоретиком Леонидом Левитиным и юристом-практиком Чолпон Баековой.
Если бы мы жили по этой Конституции, то мы ушли бы далеко вперед в развитии, а не топтались бы на месте, и не было бы у нас двух революций, бегства президентов
— отмечал бывший советник президента страны Топчубек Тургуналиев.
Левитин также внёс большой вклад в разработку и принятие целого пакета юридических документов, имевших весьма важное значение в утверждении государственной независимости суверенного Кыргызстана. Принимал активное участие в подготовке Гражданского кодекса, закона о кооперации, закона о местном самоуправлении (1991), закона об иностранных инвестициях в Кыргызской Республике (1991), закона о концессиях и иностранных концессионных предприятиях в Кыргызской Республике (1992), закона о свободных экономических зонах в Кыргызской Республике (1992), закона о правовом положении иностранных граждан в Кыргызской Республике (1993), закона об общих началах разгосударствления, приватизации и предпринимательства в Республике Кыргызстан (1991) и ряда других важнейших законодательных актов, являющихся правовой основой демократических преобразований и рыночных реформ в республике.
Официально реформа местного самоуправления началась ещё на заре нашей демократии, когда 19 апреля 1991 года Верховный Совет Республики Кыргызстан принял исторический Закон «О местном самоуправлении в Республике Кыргызстан», установивший принципиально отличные от практики централизованного управления нормы и правила организации местной власти.

Таким образом, впервые после более чем семидесятилетней практики функционирования единой иерархии представительных органов — местных советов, практически входивших в единую систему государственных представительных органов, была создана организационно-правовая основа для развития реального местного самоуправления.
— А.Карашев и О.Тарбинский, «Местное самоуправление в Кыргызстане в переходный период».

### Работа за рубежом
В связи с реорганизацией Аппарата Президента Республики Кыргызстан и в связи с сокращением должности государственных советников Президента Республики Кыргызстан, в 1994 году по контракту начал работу в юридической компании господина Heinrich von Mettenheim во Франкфурте, которая в свою очередь входила в группу «Clifford Chance LLP Germany». Левитин курировал вопросы, связанные с правовыми нормами стран Средней Азии (конечно же Кыргызстана в первую очередь) и других стран СНГ и проработал в этой компании более трёх лет.

## Научные труды и публикации

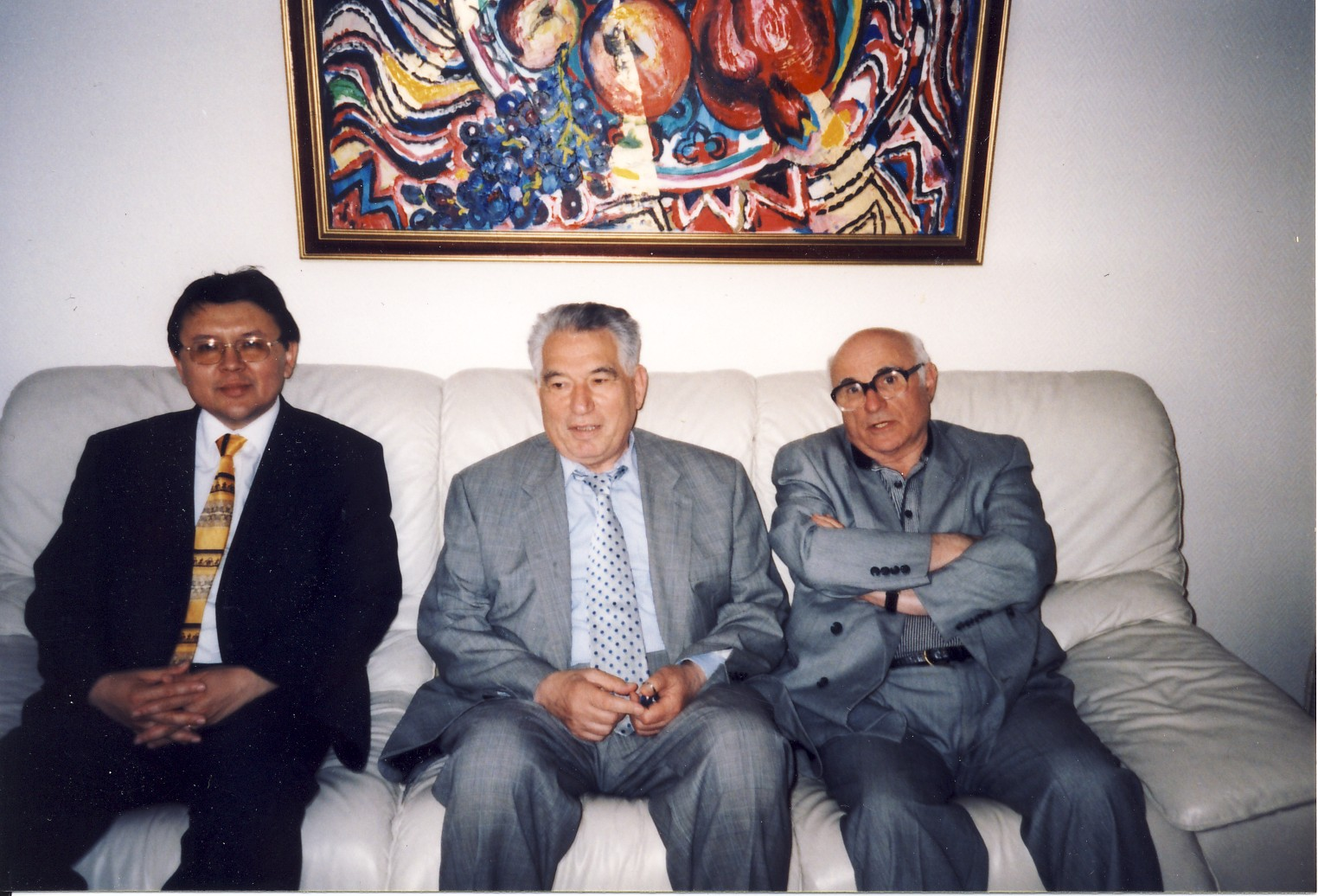
Киргизский писатель Чингиз Айтматов (в центре) и профессор Леонид Левитин (справа)

Сфера научных интересов — общая теория права, трудовое право, аграрное право. Научными руководителями Левитина и единомышленниками долгие годы являлись Козырь Михаил Иванович — советский и российский учёный-правовед, доктор юридических наук, профессор, Заслуженный деятель науки РСФСР, и Алексеев Сергей Сергеевич — российский правовед, доктор юридических наук, член-корреспондент РАН, лауреат Государственной премии СССР, заслуженный деятель науки РСФСР, первый лауреат высшей юридической премии России «Юрист года» (2009), создатель и первый директор Института философии и права УрО РАН.
Левитин — автор более 70 работ, из них 7 монографий. Публиковался в различных изданиях в Советском Союзе, Германской Демократической Республики, Чехословакии, в том числе:
- Леонид Исидорович Левитин. «В начале пути» : (Подросток, проф. ориентация, закон) / Л. И. Левитин Фрунзе Мектеп 1985
- Леонид Исидорович Левитин. Личное и общественное : (Закон и интересы земледельца) / Л. И. Левитин Фрунзе Кыргызстан 1982
- Леонид Исидорович Левитин. Свод законов Киргизской ССР : Учеб. пособие / Л. И. Левитин ; Кирг. гос. ун-т им. 50-летия СССР Фрунзе КГУ 1987
- Леонид Исидорович Левитин. Управление трудовыми ресурсами сельского хозяйства : Правовое исслед. / Л. И. Левитин Фрунзе Илим 1984
- Леонид Исидорович Левитин в соавторстве с профессором исторических и политических наук, одним из видных американстких специалистов по политическим проблемам Средней Азии Дональдом С. Карлайлом. «Ислам Каримов — Президент нового Узбекистана» (Агротек, Вена, Австрия)[2]
- Леонид Исидорович Левитин. «Кыргызстан: время испытаний и перемен. Размышления о президенте Аскаре Акаеве» (Вагриус, Москва, Россия)
- Леонид Исидорович Левитин. «Узбекистан на историческом повороте. Критические заметки сторонника Президента Ислама Каримова» (Вагриус, Москва, Россия; предисловие — А. Н. Яковлев)[1][2][7]
- Леонид Исидорович Левитин. Правовое регулирование охраны труда в колхозах (Учебное пособие) (Фрунзе Кыргызстан, 1970)

## Конференции
Левитин был участником (с докладом) нескольких международных конференций, таких как:
- «Проблемы политической жизни стран СНГ» (апрель 1996, Mainz, Deutschland),
- «Демократия и плюрализм в мусульманских регионах бывшего Советского Союза» (ноябрь 1999, Тель-Авив, Израиль).

По приглашению Президента Узбекистана Ислама Каримова Левитин неоднократно приглашался в Республику Узбекистан в качестве независимого зарубежного наблюдателя за ходом выборной кампании и был участником в международных форумах и конференциях, проводимых на территории Республики Узбекистан.

## Награды
- За долголетний добросовестный труд от имени Президиума Верховного Совета СССР Указом Президиума Верховного Совета Киргизской ССР от 28 ноября 1986 года награждён медалью «Ветеран Труда».
- Присвоено почетное звание «Заслуженный деятель науки Республики Кыргызстан» (Президент Кыргызской Республики).
- Присвоено почетное звание «Заслуженный юрист Кыргызской Республики» (Президент Кыргызской Республики).
- Награждён орденом «Дустлик» указом Президента Республики Узбекистан № 3296 от 22 августа 2003 года.
- «победитель соц. Соревнования» в 1973 и 1976 и награждён медалью «Ветеран труда»[2]